# Necedah (hrabstwo Juneau)
Necedah – wieś w Stanach Zjednoczonych, w stanie Wisconsin, w hrabstwie Juneau.